# Richmond Hill (Kanada)

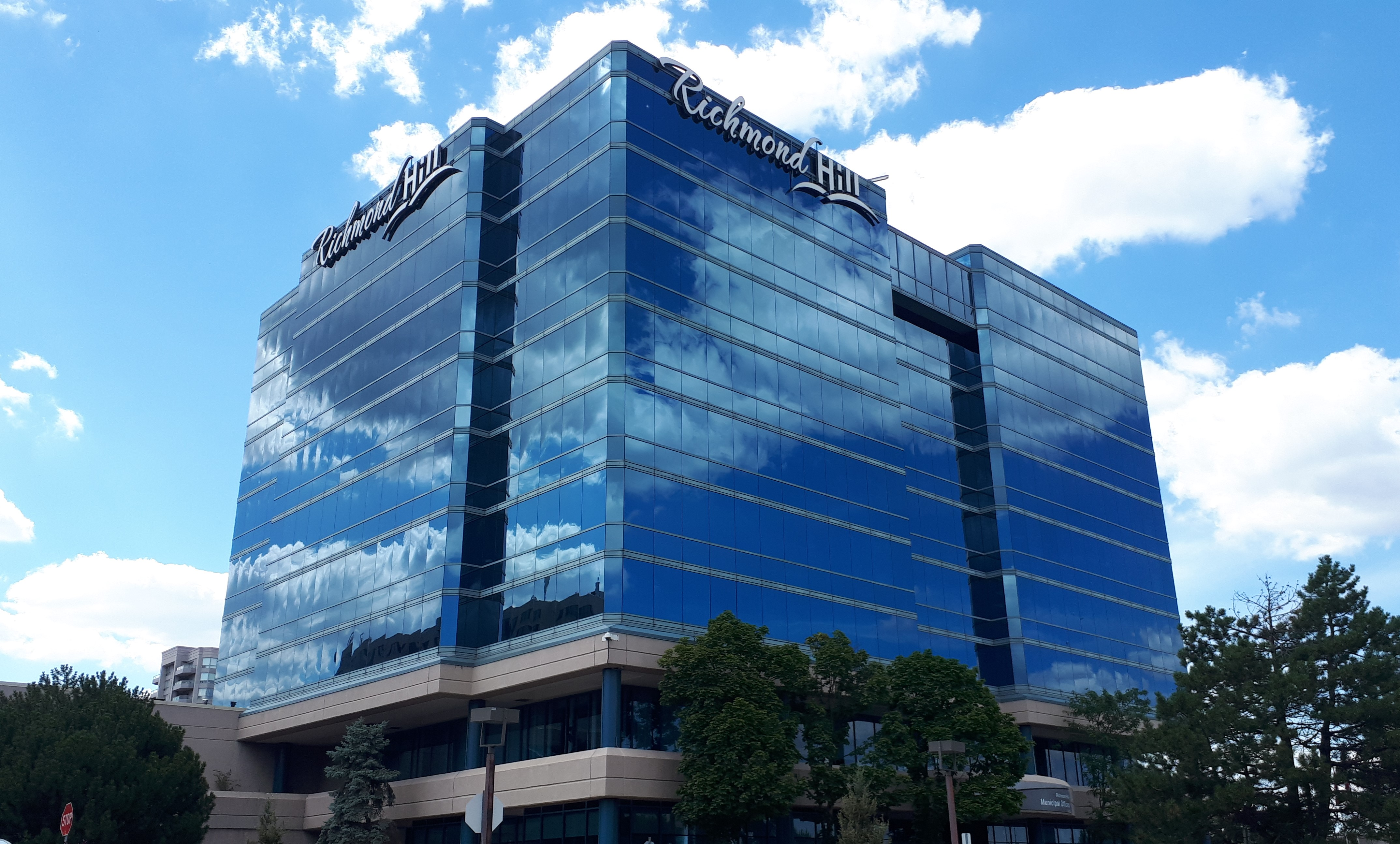
Richmond Hill (Kanada)

Richmond Hill – miasto w Kanadzie w prowincji Ontario, w regionie York.
Liczba mieszkańców Richmond Hill wynosi 162 704. Język angielski jest językiem ojczystym dla 44%, francuski dla 0,8% mieszkańców (2006).